# Macrià
|  | No s'ha de confondre amb Macrià Major o Macrià Menor. |

Macrià (en llatí: Macrianus) va ser un cap o rei dels alamans del segle iv.
Apareix per primera vegada l'any 359, quan ell i el seu germà Hariobald van firmar un tractat de pau amb l'emperador Julià l'Apòstata. Tot i el tractat, l'any següent van creuar el Rin i van envair el territori romà, però Julià els va vèncer.
El 366 l'emperador Valentinià I va demanar als burgundis, als quals va donar armes, que l'ajudessin a lluitar contra els alamans dirigits per Macrià. L'any 372 Valentinià va tornar a atacar als alamans, que van fugir a les muntanyes. El 374 l'emperador va signar amb Macrià un tractat de pau a Mogoncíacum. Macrià va respectar els termes de l'acord de per vida i es va convertir en un lleial aliat de Roma.
Va morir en lluita contra els francs dirigits pel rei Mallobaudes.